# Servicio de Vigilancia Aduanera
El Servicio de Vigilancia Aduanera (SVA), oficialmente Dirección Adjunta de Vigilancia Aduanera (DAVA), es el cuerpo armado de la Agencia Estatal de Administración Tributaria (AEAT), que pertenece al Ministerio de Hacienda de España. Se integra en el Departamento de Aduanas e Impuestos Especiales de la AEAT y sus agentes llevan a cabo labores de represión de los delitos e infracciones de contrabando, la lucha contra el tráfico de drogas y otros delitos conexos, el blanqueo de capitales, el fraude fiscal y la economía sumergida.
Los funcionarios del SVA desarrollan su trabajo en todo el territorio nacional, su espacio aéreo y sus aguas jurisdiccionales, y tienen la consideración de agentes de la autoridad (policía fiscal y policía judicial). El SVA además de colaborar con las otras autoridades nacionales encargadas de la gestión fronteriza y costera, colabora activamente con la Agencia Europea de la Guardia de Fronteras y Costas (Frontex).

## Funciones
Las principales funciones atribuidas al Servicio de Vigilancia Aduanera por la vigente normativa legal se pueden englobar en:
- El descubrimiento, persecución y represión en todo el territorio nacional, aguas jurisdiccionales y espacio aéreo español de los actos e infracciones de contrabando.
- Ejercicio de las funciones de Resguardo Fiscal y Aduanero.
- La actuación en materia de inspección, investigación y control que les sean encomendadas por la Subdirección General de Inspección e Investigación y la participación en misiones de investigación de otras Áreas de la AEAT.
- Selección de los medios técnicos especiales necesarios para el cumplimiento de las actividades operativas, barcos, aviones, inteligencia electrónica y otros medios materiales utilizables en la represión del fraude aduanero y contrabando.
- Actuaciones en materia de blanqueo de capitales, control de cambios, así como la persecución, investigación y descubrimiento de la economía sumergida, en coordinación con los órganos competentes.
- Prestación de servicios en el área de comunicaciones al resto del Departamento

## Organización
La Agencia Tributaria, a través de la Ley 66/1997 amplía las actuaciones de Vigilancia Aduanera, además de las competencias que hasta la fecha le correspondían, a la persecución, investigación y descubrimiento del fraude fiscal y de la economía sumergida.
Estos en ocasiones desarrollan con las Fuerzas y Cuerpos de Seguridad del Estado investigaciones conjuntas. Las operaciones contra entramados criminales en los que intervienen diferentes cuerpos o servicios suelen estar coordinadas por el Centro de Inteligencia contra el Terrorismo y el Crimen Organizado (CITCO). 
En las operaciones encaminadas al descubrimiento del fraude fiscal o blanqueo de capitales, suele contar con el apoyo de otros departamentos de la Agencia Tributaria (Inspección, Gestión, Recaudación o Informática) así como de la Oficina Nacional de Investigación del Fraude (ONIF), lo que permite un extra en cuanto a incorporar especialistas en la materia investigada. Todo ello bajo las directrices e instrucciones establecidas por la Dirección de la Agencia Tributaria para el apoyo y colaboración entre los Departamentos para este tipo de actuaciones. 
Hay que destacar que el Servicio de Vigilancia Aduanera auxilia a los órganos jurisdiccionales o al Ministerio Fiscal en aquellas operaciones en las que se requiere su actuación como Policía Judicial.
Tras varios debates sobre la competencia de Vigilancia Aduanera como Policía Judicial, la Jurisprudencia del Tribunal Supremo y el dictamen de la Fiscalía General del Estado avalan estas actuaciones. Así, desde el año 2011, la Comisión Provincial de Coordinación de la Policía Judicial cuenta con el SVA, a quien se encomienda como Policía Judicial con base al artículo 283 de la Ley de Enjuiciamiento Criminal no solo para los delitos de contrabando, blanqueo conexo, investigación del fraude fiscal y la economía sumergida, sino también específicamente como vías de colaboración de las investigaciones patrimoniales, investigación de datos de la AEAT, investigación de insolvencias aparentes a los efectos de suspensión de penas, e incluso localización de inculpados o reos por delitos contra la Hacienda Pública o blanqueo de capitales, y obtención de datos fiscales complementarios al Punto Neutro Judicial.
Además de la jurisprudencia, el legislador ha reconocido esta condición en la Ley 25/2007, de 18 de octubre, de conservación de datos relativos a las comunicaciones electrónicas y a las redes públicas de comunicaciones, que establece: 

Los funcionarios de la Dirección Adjunta de Vigilancia Aduanera, en el desarrollo de sus competencias como policía judicial, de acuerdo con el apartado 1 del artículo 283 de la Ley de Enjuiciamiento Criminal.

En la Ley 31/2010, de 27 de julio, se reconoce expresamente en su Disposición Adicional primera al SVA como un Servicio de Seguridad del Estado y en su Artículo 3 dice: 

Servicios de seguridad competentes. A los efectos de lo previsto en esta Ley tendrán la consideración de servicios de seguridad competentes las autoridades policiales y aduaneras, que estén autorizadas por el ordenamiento jurídico español para descubrir, prevenir e investigar delitos y actividades delictivas, así como para ejercer la autoridad y adoptar medidas coercitivas que sean designadas de acuerdo con lo dispuesto en la disposición adicional primera de la Ley, sin perjuicio de lo previsto en el apartado tercero del artículo 1 de esta Ley.

La importancia de Viglancia Aduanera en la lucha contra el narcotráfico y los delitos de blanqueo de capitales, se pone de manifiesto en que sus cargos directivos forman parte de los siguientes comisiones o grupos de asesoramiento:
El director del departamento de Aduanas e Impuestos Especiales forma parte de la Comisión de Prevención del Blanqueo de Capitales e Infracciones Monetarias, así como de su Comité Permanente. 
En lo que se refiere al Director Adjunto de Vigilancia Aduanera, forma parte del Grupo de Asesoramiento y Asistencia de Operaciones dentro del Consejo Superior de Lucha contra el Tráfico de Drogas y el Blanqueo de Capitales, en el cual, a su vez, participa el director general de la AEAT.

## Colaboración internacional
El Reino de España, en cumplimiento del Convenio de Nápoles II designa a la Subdirección General de Operaciones de Vigilancia Aduanera como servicio de coordinación responsable de recibir las solicitudes de asistencia mutua. También actúa como enlace con el resto de servicios aduaneros internacionales y el análisis y tratamiento de los datos de inteligencia aduanera. Además, Vigilancia Aduanera dentro de los convenios de colaboración policial con Portugal y Francia, al igual que el Cuerpo Nacional de Policía y Guardia Civil, está autorizada a realizar las denominadas "persecuciones en caliente", que permiten la entrada en el país vecino.
Del mismo modo cuenta con presencia en los Centros de Cooperación Policial y Aduanera que están establecidos en zonas fronterizas con Portugal y Francia. Hay cinco con Portugal: Tuy-Valença, Vilar Formoso-Fuentes de Oñoro, Caya-Elvás, Villarreal de San Antonio-Ayamonte y Quintanilla-Alcañices. Y otras cuatro con Francia: Canfranc-Somport-Urdós, El Pertús-La Junquera, Melles Pont du Roy-Lés y Hendaya-Irún.
Vigilancia Aduanera esta presente en Europol junto a los otros dos cuerpos de ámbito estatal, Guardia Civil y el Cuerpo Nacional de Policía, así como distintas organizaciones y programas que facilitan el intercambio de información para la lucha contra el fraude, como por ejemplo MARINFO, las Oficinas Regionales de Enlace (RILO) de la Organización Mundial de Aduanas, el Consejo Caribeño para la Aplicación de la Legislación Aduanera (CCLEC), programa BASC.

## Lucha contra el narcotráfico
El hecho de que España sea punto de entrada para gran parte del narcotráfico en su vía hacia el resto de la Unión Europea, da una mayor importancia si cabe a este servicio. Especial transcendencia tienen las operaciones antidroga llevadas a cabo por el Servicio de Vigilancia Aduanera en los últimos años a fin de desactivar la conocida como ruta del Mediterráneo Oriental utilizada por organizaciones internacionales de narcotraficantes para el transporte de grandes alijos de hachís destacando entre las mencionadas operaciones la aprehensión de 9000 kg de hachís a bordo del Avenir de Safi II, 5000 kg de hachís en el mercante San Trela, 10 000 kg de hachís en el velero Mirca, 8700 kg de hachís a bordo del pesquero Santa Rita Terza, 12 000 kg de hachís en el marco de la Operación Oriente encontrados a bordo de un mercante con bandera de conveniencia, los 12 000 kg de hachís en la Operación Bósforo transportados por el barco turco Berk Kaptan y la más reciente, en marzo del 2016, interceptando a 93 millas de las costas españolas al velero de nombre Diosa Astarte que transportaba cerca de ocho toneladas de hachís. En total las operaciones de Vigilancia Aduanera en la ruta del Mediterráneo Oriental arrojan la incautación de más de 155 toneladas de estupefacientes.
De destacar igualmente son los resultados obtenidos en el resto de operaciones durante el período 2010-2014 con 64 toneladas de cocaína y 677 de hachís aprehendidas, 50 millones de cajetillas de tabaco intervenidas, 22 millones de falsificaciones interceptadas, 1 576 millones de euros descubiertos procedentes del blanqueo de capitales y otros 686 millones derivados de otros delitos económicos.
En los últimos años, Vigilancia Aduanera tiene gran protagonismo en investigaciones contra la corrupción: Operación Pokemon, Campeón, Cóndor, ITV... así como en la lucha contra el fraude fiscal a gran escala: Operación Emperador, Flash, City...
Genéricamente todos sus medios aéreos, marítimos y terrestres utilizan la palabra ADUANAS, en detrimento de Vigilancia Aduanera, al igual que los chalecos y uniformes, que la llevan en la espalda.
| Evolución de las incautaciones de drogas del SVA (fuente: AEAT) | Evolución de las incautaciones de drogas del SVA (fuente: AEAT) | Evolución de las incautaciones de drogas del SVA (fuente: AEAT) | Evolución de las incautaciones de drogas del SVA (fuente: AEAT) |
| --------------------------------------------------------------- | --------------------------------------------------------------- | --------------------------------------------------------------- | --------------------------------------------------------------- |
| Año                                                             | Hachís (kg)                                                     | Cocaína (kg)                                                    | TOTAL (kg)                                                      |
| 2005                                                            | 171 975                                                         | 30 517                                                          | 202 492                                                         |
| 2006                                                            | 148 458                                                         | 32 681                                                          | 181 139                                                         |
| 2007                                                            | 171 548                                                         | 25 070                                                          | 196 618                                                         |
| 2008                                                            | 212 973                                                         | 21 865                                                          | 234 838                                                         |
| 2009                                                            | 137 000                                                         | 16 700                                                          |                                                                 |
| 2010                                                            | 175 900                                                         | 19 900                                                          |                                                                 |
| 2011                                                            | 119 200                                                         | 10 800                                                          |                                                                 |
| 2012                                                            | 109 537                                                         | 6914                                                            |                                                                 |
| 2013                                                            | 139 308                                                         | 14 988                                                          |                                                                 |
| 2014                                                            | 134 237                                                         | 12 043                                                          |                                                                 |
| TOTAL                                                           |                                                                 |                                                                 |                                                                 |

## Historia
Su historia está ligada al Monopolio de Tabacos o la Renta de Tabacos. Con el Monopolio del Tabaco surge el contrabando y, para combatir éste, aparecen los primeros Resguardos o fuerzas encargadas de perseguirlo y reprimirlo. No se sabe a ciencia cierta cuándo se organizó el primer Resguardo de Tabacos o Cuerpo encargado de combatir el contrabando de este artículo monopolizado, si bien podría ser en tiempos de Felipe V, el primer rey de la dinastía borbónica (1700-1746) o más bien en la época de Carlos III (1759-1788).
Por Real Decreto de 20 de febrero de 1844 se promulgan las bases del arrendamiento de la Renta de Tabacos. En la Base 28 se dice que la empresa arrendataria tendrá a su disposición el resguardo marítimo. Se hará cargo a los buques de que consta y de su subsistencia. Los comandantes de los buques guardacostas y sus tripulaciones pasarán a las órdenes de la empresa, y el servicio del resguardo marítimo se considerará como una parte integrante del contrato.  
El Gobierno conservará, sin embargo, la iniciativa en el nombramiento de los comandantes de los apostaderos y de los buques, a propuesta de la empresa.        
Un reglamento particular redactado por el Ministerio de Hacienda, de acuerdo con el de Marina, determinará: primero: los apostaderos en que debe dividirse el litoral y fuerzas de que debe constar el resguardo marítimo; segundo, el número y clase de sus tripulaciones; tercero, los sueldos y haberes de los comandantes y de los empleados de los apostaderos y tripulaciones, y el importe de las raciones de éstos; cuarto, las visitas e inspección que el Gobierno debe ejercer en toda la marcha de este servicio.   
En cuanto al coste del Resguardo, se satisfará por la empresa, por la Renta Aduanas y por la de Tabaco. (Es curioso que, ciento treinta y dos años después, el Servicio de Vigilancia Fiscal, sucesor de aquel Resguardo, tuviera un análogo sistema de financiación, puesto que su mantenimiento sigue a cargo de la Renta de Tabaco, aunque ahora contribuya al mismo la de Petróleos, e incluso estaba dispuesta la colaboración de la Renta de Aduanas).
Los antecedentes inmediatos del SVA se sitúan en el siglo XX. El 18 de marzo de 1944 se crea, bajo la dependencia de la Compañía Arrendataria del Monopolio de Tabacos, el Servicio de Vigilancia Terrestre y Marítima de Tabacalera, S.A. Diez años después, mediante Decreto de 17 de diciembre del año anterior pasó a depender del Ministerio de Hacienda.
En 1956, el Ministerio de Hacienda dicta Orden con fecha 8 de febrero en el que se estableció al Servicio Especial de Vigilancia Fiscal (SEVF) como sustituto del antiguo Servicio de Vigilancia Terrestre y Marítima de Tabacalera, S.A.  extendiendo sus competencias al descubrimiento y persecución de los actos e infracciones de contrabando y defraudación.
Mediante el Decreto el 22 de junio de 1961, se regula la vigilancia marítima del Servicio Especial de Vigilancia Especial para la Represión del Contrabando, donde se estable el uso y utilización de las embarcaciones y se precisa la intima conexión y dependencia con la Marina de Guerra. Además, se recoge las facultades de las unidades pertenecientes a este Servicio, para a cualquier hora del día y de la noche detener, registrar, aprehender a los buques españoles y también extranjeros sospechosos de conducir contrabando y que naveguen por las aguas fiscales españolas.
En el año 1982 pasó a denominarse Servicio de Vigilancia Aduanera (SVA), dependiendo, como organismo autónomo, del Ministerio de Hacienda. En 1990, el SVA pasa a depender de la Agencia Estatal de la Administración Tributaria, como una Subdirección más del Departamento de Aduanas e Impuestos Especiales y, a partir de junio de 1994, pasa a ser una Dirección Adjunta de ese Departamento, denominándose DAVA (Dirección Adjunta de Vigilancia Aduanera).

## Patronazgo
En el año 1950, con motivo del centenario de la creación del Cuerpo de Aduanas, el que fuera ministro de Hacienda, Joaquín Benjumea Burín, decidió que fuera esta Virgen cuya talla era motivo de histórica y especial devoción en la Iglesia de la Trinidad de su Sevilla natal, disponiendo fuera designada como Patrona de Aduanas. El Cuerpo de Aduanas actuó como Padrino el 13 de mayo de 1954 en la Coronación Canónica realizada al aire libre en la actual Puerta de Jerez de Sevilla oficiada por el cardenal Pedro Segura y Sáenz.
Cada 24 de mayo se celebra la fiesta religiosa de honrar la Excelsa Patrona de Aduanas desde su disposición con carácter oficial por Orden de 14 de junio de 1950 ( BOE nº 168 de 17-06-1950) al declararse por el entonces Ministro de Hacienda Don Joaquín Benjumea Burín a los Cuerpos Pericial y Administrativos de Aduanas bajo el Patrocinio de la Virgen María , en su Advocación de María Santísima Auxiliadora cuando se cumplían en el año 1950 el centenario de la creación del Cuerpo Pericial y Administrativos de Aduanas por Real Decreto de 14 de junio de 1850, siendo Ministro de Hacienda Juan Bravo Murillo (1803-1873). Las raíces sevillanas y las profundas convicciones religiosas del ministro Joaquin Benjumea Burín debieron influir poderosamente en la disposición oficial del año 1950 en designar a Maria Auxiliadora de la Trinidad como Patrona de Aduanas.

## Escudo
El escudo utilizado como emblema de Vigilancia Aduanera es el correspondiente al Departamento de Aduanas e Impuestos Especiales, descrito de la siguiente forma: 
"El emblema estará constituido por los cuatro Cuarteles del Escudo de España. Irá circundado por una rueda dentada dorada. Cruzando en forma de aspa dicha rueda de modo que solo queden visibles los extremos, llevará de izquierda a derecha del observador el ancla de Marina y en posición contraria el caduceo de Mercurio. Sobre el Escudo y coronándolo en línea horizontal llevará en oro la corona del Escudo de España. 
El emblema descrito ira laureado por dos grandes ramas, la izquierda de roble, en verde, y la de la derecha de palma, dorada, colocadas de forma que los extremos inferiores de cada rama se crucen en la parte baja del Escudo, quedando los extremos superiores a la altura de la línea del remate de la corona".
El escudo de Aduanas contiene en un círculo central las armas que representan a los antiguos reinos españoles y que componen el escudo de España (Castilla, León, Aragón y Navarra) con la excepción del Reino de Granada, para simbolizar que es un servicio de ámbito nacional. Este círculo está incluido dentro de una corona dentada que representa a la industria, el ancla simboliza la navegación y la flecha con el casco alado de Hermes en su extremo, el comercio. La rama de roble simboliza la virtud y la honradez. La rama de palma representa la generación de riqueza. La corona real española indica que es un servicio real.
Como sucede con el torrotito o bandera de proa de la Armada Española, en el escudo de Aduanas únicamente figuran las armas de los antiguos reinos de España que contaron con una armada durante la Edad Media. Este es el motivo por el que no se han incluido ni el blasón del Reino de Granada ni el escusón con las armas de la dinastía reinante que sí figuran en el escudo de España.
El pabellón de las embarcaciones de Vigilancia Aduanera es la bandera correspondiente a las embarcaciones de Hacienda: "Bandera nacional con dos H en azul coronadas (con la Corona Real) en azul en la franja gualda". Las dos H aparecen flanqueando al escudo nacional en los pabellones de las embarcaciones de Hacienda desde finales del S.XIX, así como en los emblemas de los cuerpos predecesores de Vigilancia Aduanera bajo las columnas del escudo.

## Cuerpos y Especialidades
| Cuerpos y Especialidades del SVA                      | Cuerpos y Especialidades del SVA |
| ----------------------------------------------------- | --- |
| Cuerpo Superior del Servicio de Vigilancia Aduanera   | Requisitos de acceso |
| Especialidad de Investigación                         | Título de Doctor, Licenciado, Arquitecto, Ingeniero o equivalente                                                                   |
| Especialidad de Navegación                            | Título de Licenciado en Náutica y Transporte Marítimo                                                                               |
| Especialidad de Propulsión                            | Título de Licenciado en Máquinas Navales.                                                                                           |
| Especialidad de Comunicaciones                        | Título de Ingeniero Industrial, Ingeniero de Telecomunicaciones o de Licenciado en Radioelectrónica Naval                           |
| Cuerpo Ejecutivo del Servicio de Vigilancia Aduanera  | Requisitos de acceso |
| Especialidad de Investigación                         | Título de Diplomado Universitario, Arquitecto técnico, Ingeniero técnico, Formación Profesional de tercer grado o equivalente       |
| Especialidad de Navegación                            | Título de Diplomado en Navegación Marítima                                                                                          |
| Especialidad de Propulsión                            | Título de Diplomado en Máquinas Navales                                                                                             |
| Especialidad de Comunicaciones                        | Título de Ingeniero técnico Industrial, Ingeniero técnico de Telecomunicaciones o de Diplomado en Radioelectrónica Naval            |
| Cuerpo de Agentes del Servicio de Vigilancia Aduanera | Requisitos de acceso |
| Especialidad de Investigación                         | Título de Bachiller, Formación Profesional de segundo grado o equivalente.                                                          |
| Especialidad Marítima                                 | Título de Bachiller, Formación Profesional de segundo grado o equivalente y Certificado de la correspondiente competencia marinera. |

Como se puede apreciar se requiere una formación muy especializada a los funcionarios del Servicio de Vigilancia Aduanera, en especial para aquellas personas destinadas a unidades marítimas. 
Para los agentes de investigación es requisito indispensable el disponer del carnet de conducir B y para los agentes de especialidad marítima de Certificado de Competencia Marinera o equivalente.

## Estructura
La Dirección Adjunta de Vigilancia Aduanera (DAVA) está integrada en el Departamento de Aduanas e Impuestos Especiales de la AEAT, y su estructura según la normativa legal es la siguiente:
El Departamento de Aduanas e Impuestos Especiales está integrado por la Dirección Adjunta de Vigilancia Aduanera y por las siguientes Subdirecciones Generales:
- Subdirección General de Planificación, Estadística y Coordinación.
- Subdirección General de Gestión Aduanera.
- Subdirección General de Gestión e Intervención de Impuestos Especiales.
- Subdirección General de Inspección e Investigación.
- Subdirección General Químico-Tecnológica.
- Subdirección General de Relaciones Internacionales.
- Subdirección General de Operaciones.
- Subdirección General de Logística.

Dependerán directamente de la Dirección Adjunta de Vigilancia Aduanera las Subdirecciones de Operaciones y de Logística.

### Bases
Vigilancia Aduanera cuenta con bases repartidas por todo el territorio nacional pudiéndose dividir éstas en:
- Servicios Centrales (Madrid)
- Áreas Regionales (AA. RR.) (una por comunidad autónoma)

Y a su vez en:
- Unidades Operativas (UU. OO.): Personal de investigación.
- Unidades Combinadas (UU. CC.): Investigación y marítimo.
- Bases Marítimas (BB. MM.): Personal marítimo.
- Destacamentos Aéreos: Unidades aéreas del SVA.

## Medios

### Aéreos

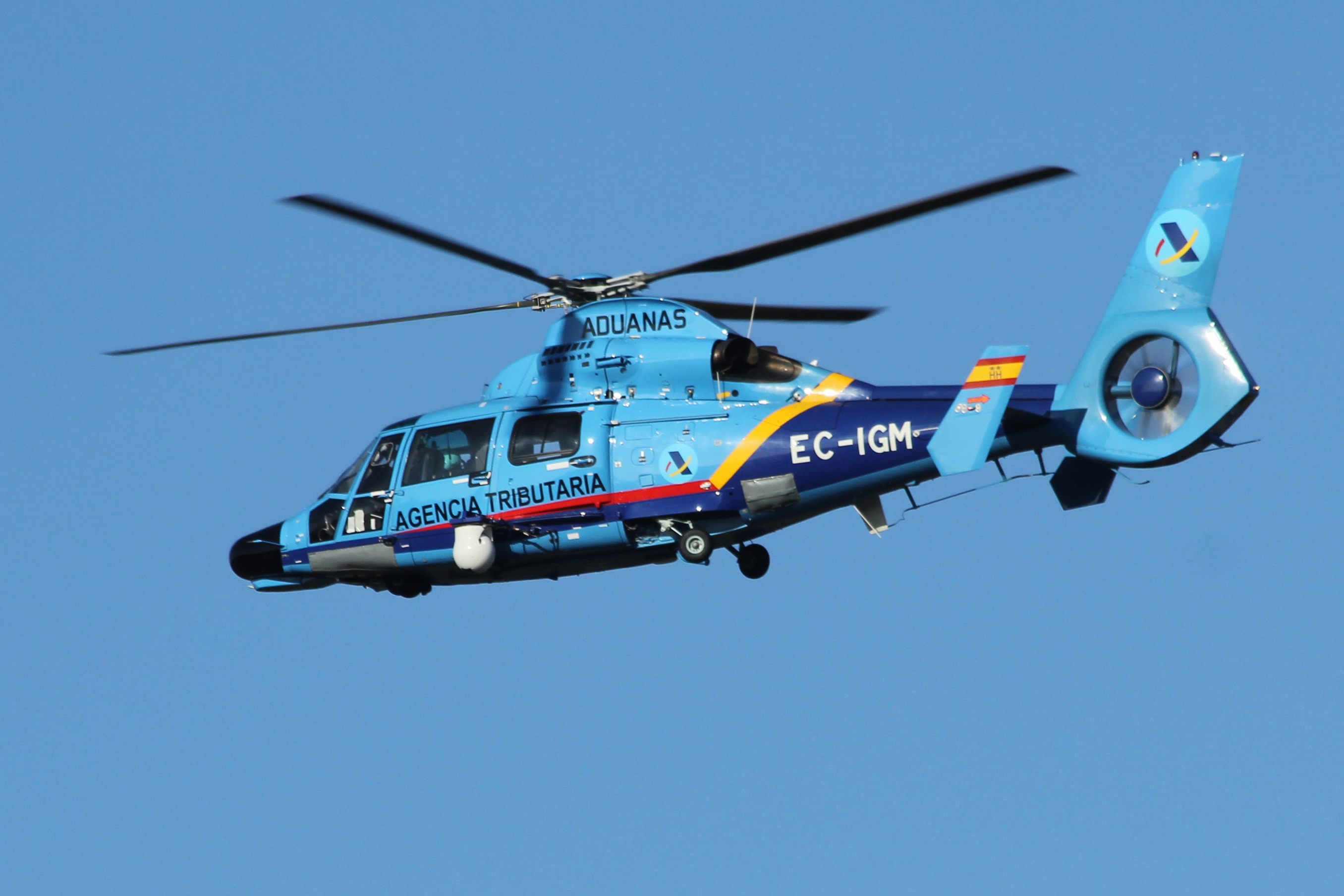
Eurocopter AS-365N-3 Dauphin 2 despegando del Aeropuerto de Vigo

Durante más de treinta años, Vigilancia Aduanera contó con 4 aviones EADS CASA C-212 de patrulla marítima. Estos eran operados por el Ala 37 del Ejército del Aire y del Espacio en virtud del Convenio de Cooperación entre la AEAT y el EA. En 1998 estos fueron sometidos a un proceso de modernización para dotarlos de mejores equipamientos electrónicos para realizar sus cometidos dotándolos de FLIR y radares de búsqueda entre otros. en 2022 son dados de baja para el servicio siendo adquiridos por el Fondo de inversión Emirates Khalifa Capital.
Asimismo, cuenta con helicópteros en distintas bases repartidas por todo el territorio español y que pueden operar desde los buques de operaciones especiales con que cuenta el Servicio. Entre los aparatos en servicio están los modelos MBB/Kawasaki BK117, y los Eurocopter Dauphin N3, todos ellos fabricados por Eurocopter que suman un total de cinco aparatos.
La actual flota de helicópteros ha sido modernizada y a su vez incrementada con la adquisición de nuevos Dauphin. El objetivo fundamental de sus misiones es efectuar la vigilancia y reconocimiento marítimo para buscar, localizar, identificar y seguir a embarcaciones de interés derivado de las funciones encomendadas en la investigación, represión y persecución de delitos de contrabando. Todos ellos llevan rotulada la palabra ADUANAS y el logotipo de la AEAT y de Vigilancia Aduanera.
| Aeronave                   | Origen          | Tipo                                    | En servicio | Matrículas              |
| -------------------------- | --------------- | --------------------------------------- | ----------- | ----------------------- |
| MBB/Kawasaki BK117         | Alemania/ Japón | Helicóptero de vigilancia y persecución | 1           | EC-ESX                  |
| Eurocopter Dauphin AS365N3 | Unión Europea   | Helicóptero de vigilancia y persecución | 3           | EC-IGM, EC-KUH y EC-NRJ |
| Airbus Helicopters H-145   | Unión Europea   | Helicóptero de vigilancia y persecución | 1           | EC-OEU                  |

### Marítimos
Debido a su antigua condición de fuerza armada, y en virtud del Decreto 1002/1961, de 22 de junio, sobre vigilancia marítima, los buques del SVA tienen consideración de Auxiliares de la Armada. Sin duda alguna el componente marítimo de Vigilancia Aduanera es uno de los más importantes del Estado español. Entre sus medios se pueden contar:
- Buques Oceánicos: dos buques de operaciones especiales (BOE), Petrel I y Fulmar. El primero fue iniciado en la década de 1970 como buque oceanográfico para Portugal y finalmente acabado como pesquero. Tras sufrir un incendio lo adquirió y transformó Rodman Polyships para el DAVA. El Fulmar en cambio es de nueva construcción. Cuentan con una gran autonomía, pista para helicópteros, lanchas de interdicción y asalto, celdas de detención, etc. Tipo de armamento: fijo y móvil.

| Nombre   | Construcción                          | Entrega DAVA | Características               | Observaciones               |
| -------- | ------------------------------------- | ------------ | ----------------------------- | --------------------------- |
| Petrel I | Lisnave (Portugal) y Rodman Polyships | 1994         | 1600t; 72,50x12m; 3500cv; 14n | Ex oceanográfico y pesquero |
| Fulmar   | Astilleros Gondán, S.A., Asturias     | 2006         | 1000t; 61x9,9m; 7400cv; 21,5n | De nueva construcción       |

- Patrulleros de altura: 18 de diversos tipos y modelos. Según clases pueden contar con lanchas de interdicción y abordaje. Tipo de armamento: fijo/móvil o ambos según clases.

| Nombre             | Código de llamada | Año entrada en Servicio | Base                          | Eslora  | Manga  | Observaciones    |
| ------------------ | ----------------- | ----------------------- | ----------------------------- | ------- | ------ | ---------------- |
| Gerifalte I        | EBKQ              | 2000                    | Cádiz                         | 31,36 m | 6 m    | Clase Rodman 101 |
| Décimo Aniversario | EBKR              | 2000                    | Málaga                        | 31,36 m | 6 m    | Clase Rodman 101 |
| Arao               | EBPH              | 2003                    | Alicante                      | 31,36 m | 6 m    | Clase Rodman 101 |
| Abanto             | EBJJ              | 2005                    | Cartagena (Murcia)            | 31,36 m | 6 m    | Clase Rodman 101 |
| Paíño              | EBOS              | 2006                    | Palma de Mallorca (Baleares)  | 31,36 m | 6 m    | Clase Rodman 101 |
| Albatros           | EBPY              | 2007                    | Valencia                      | 31,36 m | 6 m    | Clase Rodman 101 |
| Sacre              | EBPZ              | 2007                    | Las Palmas de Gran Canaria    | 31,36 m | 6 m    | Clase Rodman 101 |
| Alcatraz           | EBCH              | 2008                    | Huelva                        | 31,36 m | 6 m    | Clase Rodman 101 |
| Alca               | EBCI              | 2009                    | Almería                       | 31,36 m | 6 m    | Clase Rodman 101 |
| Alcotán            | EBCK              | 2009                    | La Coruña                     | 31,36 m | 6 m    | Clase Rodman 101 |
| Halcón             | EBCL              | 2009                    | Vigo (Pontevedra)             | 31,36 m | 6 m    | Clase Rodman 101 |
| Alcaraván I        | EBOJ              | 1984                    | Santander (Cantabria)         | 28,5 m  | 6,14 m |                  |
| Alcaraván II       | EBJO              | 1986                    | Ribadeo (Lugo)                | 28,5 m  | 6,14 m |                  |
| Alcaraván III      | EBJP              | 1986                    | Bilbao (Vizcaya)              | 28,5 m  | 6,14 m |                  |
| Alcaraván IV       | EBKC              | 1986                    | Gijón (Asturias)              | 28,5 m  | 6,14 m |                  |
| Alcaraván V        | EBKD              | 1987                    | Santa Cruz de Tenerife        | 28,5 m  | 6,14 m |                  |
| Gavilán IV         | EBKE              | 1987                    | Barcelona                     | 28 m    | 5,15 m | 25 nudos         |
| Cóndor             |                   | 2021                    | Itinerante en distintas Bases | 43 m    | 8,30 m | Clase Rodman 138 |

- Patrulleros de alta velocidad: 19 de diversos tipos. Según modelos pueden contar con lanchas de interdicción y abordaje. Tipo de armamento: fijo y móvil.

| Nombre       | Código de llamada | Año entrada en Servicio | Base                              | Eslora  | Manga  | Observaciones               |
| ------------ | ----------------- | ----------------------- | --------------------------------- | ------- | ------ | --------------------------- |
| Fénix        | EBCM              | 1998                    | Almería                           | 17,26 m | 4,96 m | 50 nudos                    |
| Alcaudón II  | EBKO              | 1999                    | Málaga                            | 17,26 m | 4,96 m | 50 nudos                    |
| Cormorán     | EBDQ              | 1989                    | Castellón de la Plana             | 17,2 m  | 3,8 m  | Clase Rodman 55             |
| Colimbo II   | EBOR              | 1999                    | Algeciras (Cádiz)                 | 17,2 m  | 3,8 m  | Clase Rodman 55             |
| Colimbo III  | EBPF              | 2003 (baja el 04/08/19) | Ibiza (Baleares)                  | 17,2 m  | 3,8 m  | Clase Rodman 55             |
| Colimbo IV   | EBPG              | 2003                    | Cartagena (Murcia)                | 17,2 m  | 3,8 m  | Clase Rodman 55             |
| HJ I         | EBJQ              | 1986                    | Palamós (Gerona)                  | 17,2 m  | 3,8 m  | Clase Rodman 55             |
| Águila I     | EBJR              | 2008                    | Marín (Pontevedra)                | 17,33 m | 3,8 m  | Clase Rodman 55HJ           |
| Águila II    | EBJU              | 2009                    | Algeciras (Cádiz)                 | 17,33 m | 3,8 m  | (Accidentada el 10/03/2019) |
| Águila III   | EBJV              | 2009                    | Barcelona                         | 17,33 m | 3,8 m  | Clase Rodman 55HJ           |
| Águila IV    | EBJW              | 2009                    | Algeciras (Cádiz)                 | 17,33 m | 3,8 m  | Clase Rodman 55HJ           |
| Águila V     | EBJX              | 2009                    | Marín (Pontevedra)                | 17,33 m | 3,8 m  | Clase Rodman 55HJ           |
| Milano II    | EBKP              | 1999                    | Cádiz                             | 14,7 m  | 3,8 m  | Clase Rodman 46HJ           |
| Va II        | EBJK              | 1985                    | Villagarcía de Arosa (Pontevedra) | 15,7 m  | 4,1 m  |                             |
| Va IV        | EBJM              | 1985                    | Palma de Mallorca (Baleares)      | 15,7 m  | 4,1 m  |                             |
| Cormorán II  | EBDN              | 1991                    | Santa Cruz de Tenerife            | 14,6 m  | 4,1 m  | Ex Salvamar 15              |
| Cormorán III | EBDO              | 1992                    | Castellón de la Plana             | 14,6 m  | 4,1 m  | Ex Salvamar 15              |
| Cormorán IV  | EBDP              | 1992                    | Barcelona                         | 14,6 m  | 4,1 m  | Ex Salvamar 15              |
| Cormorán V   | EBDR              | 1992                    | Bilbao (Vizcaya)                  | 14,6 m  | 4,1 m  | Ex Salvamar 15              |

- Embarcaciones auxiliares de alta velocidad: 4 lanchas semirrigidas de origen italiano modelo FB39SF, pueden alcanzar los 60 nudos de velocidad.[15][16]

| Nombre    | Código de llamada | Año entrada en Servicio | Base              | Eslora  | Manga  | Observaciones            |
| --------- | ----------------- | ----------------------- | ----------------- | ------- | ------ | ------------------------ |
| Fénix II  | EBCN              | 2018                    | Algeciras (Cádiz) | 11,90 m | 3,20 m | 3 motores de 300 cv c/u. |
| Fénix III | EBCT              | 2018                    | Algeciras (Cádiz) | 11,90 m | 3,20 m | 3 motores de 300 cv c/u. |
| Fénix IV  |                   | 2019                    |                   | 11,90 m | 3,20 m | 3 motores de 300 cv c/u. |
| Fénix V   |                   | 2019                    |                   | 11,90 m | 3,20 m | 3 motores de 300 cv c/u. |

- Lanchas de apoyo: 4 embarcaciones de distintos tipos y modelos. Tipo de armamento: fijo y móvil.

| Nombre        | Código de llamada | Año entrada en Servicio | Base                     | Eslora  | Manga  | Observaciones             |
| ------------- | ----------------- | ----------------------- | ------------------------ | ------- | ------ | ------------------------- |
| La Chaparrita |                   |                         | Vigo (Pontevedra)        | 12,35 m | 3,5 m  | Auxiliar del Buque Petrel |
| Charrán       | EBJN              |                         | Santa Cruz de Tenerife   | 10,97 m | 3,90 m | 2 motores de 270 cv c/u.  |
| Va-VI         | EBJZ              |                         | Fuenterrabía (Guipúzcoa) | 7,49 m  | 2,84 m | 2 motores de 115 cv c/u.  |
| Ipuin         | EBKF              |                         | Bilbao (Vizcaya)         | 5,98 m  | 2,50 m | 1 motor de 100 cv.        |

Suman un total de 46 buques especialmente concebidos para la lucha contra el contrabando. Engloban desde BOEs hasta lanchas de alta velocidad tipo Rodman-55HJ, conocidas también en el Servicio como clase Cormorán, pasando por las Rodman-101 (clase Gerifalte).
A todos estos hay que añadir el resto de embarcaciones de que dispone Vigilancia Aduanera: 
- Embarcaciones semirrígidas o RHIB (sigla en inglés de rigid-hulled inflatable boat, embarcación inflable de casco rígido) a bordo de patrulleros, utilizadas como lanchas de abordaje.
- Embarcaciones procedentes de incautación en operaciones contra el narcotráfico y el contrabando (RHIB en su mayoría)
- Otras embarcaciones auxiliares de distinto uso o procedencia de las anteriormente expuestas.

Por tanto, el número total de embarcaciones con que cuenta Vigilancia Aduanera es de unas 97 unidades.
Los miembros de las tripulaciones cuentan con distintos uniformes para el desempeño de su misión.
Entre los elementos tecnológicos de que van dotadas encontramos intensificadores de luz o cámaras térmicas así como sistemas de localización permanente o sistemas de ayuda a la navegación —GPS, radares de alta definición, sondas, etc.—.
Todos sus buques llevan rotulada la palabra ADUANAS y el logotipo de la AEAT y de Vigilancia Aduanera. Actualmente lucen un esquema de pintura de baja visibilidad azul oscuro.

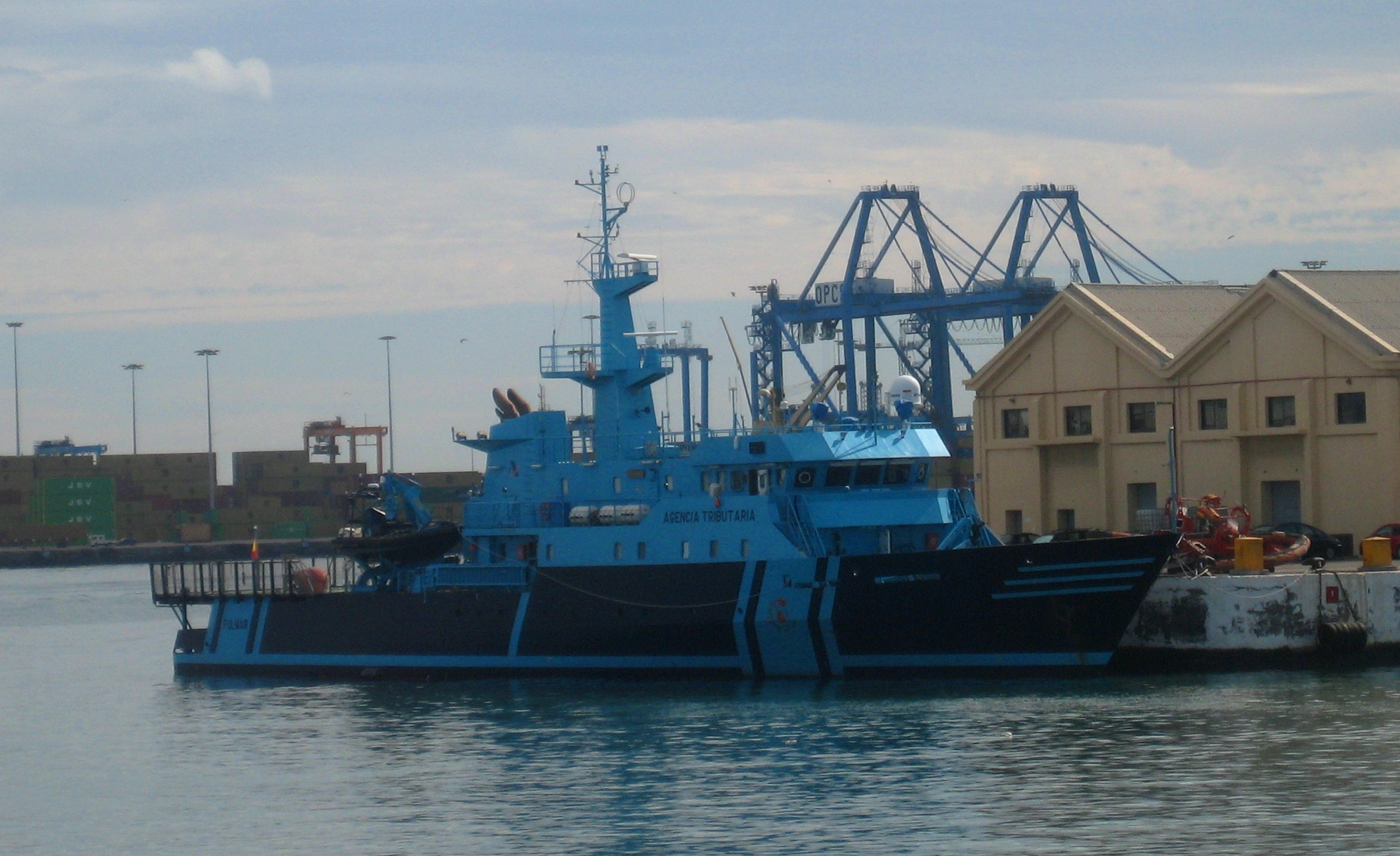
Buque de actuación oceánica Fulmar en el arsenal de Las Palmas de Gran Canaria
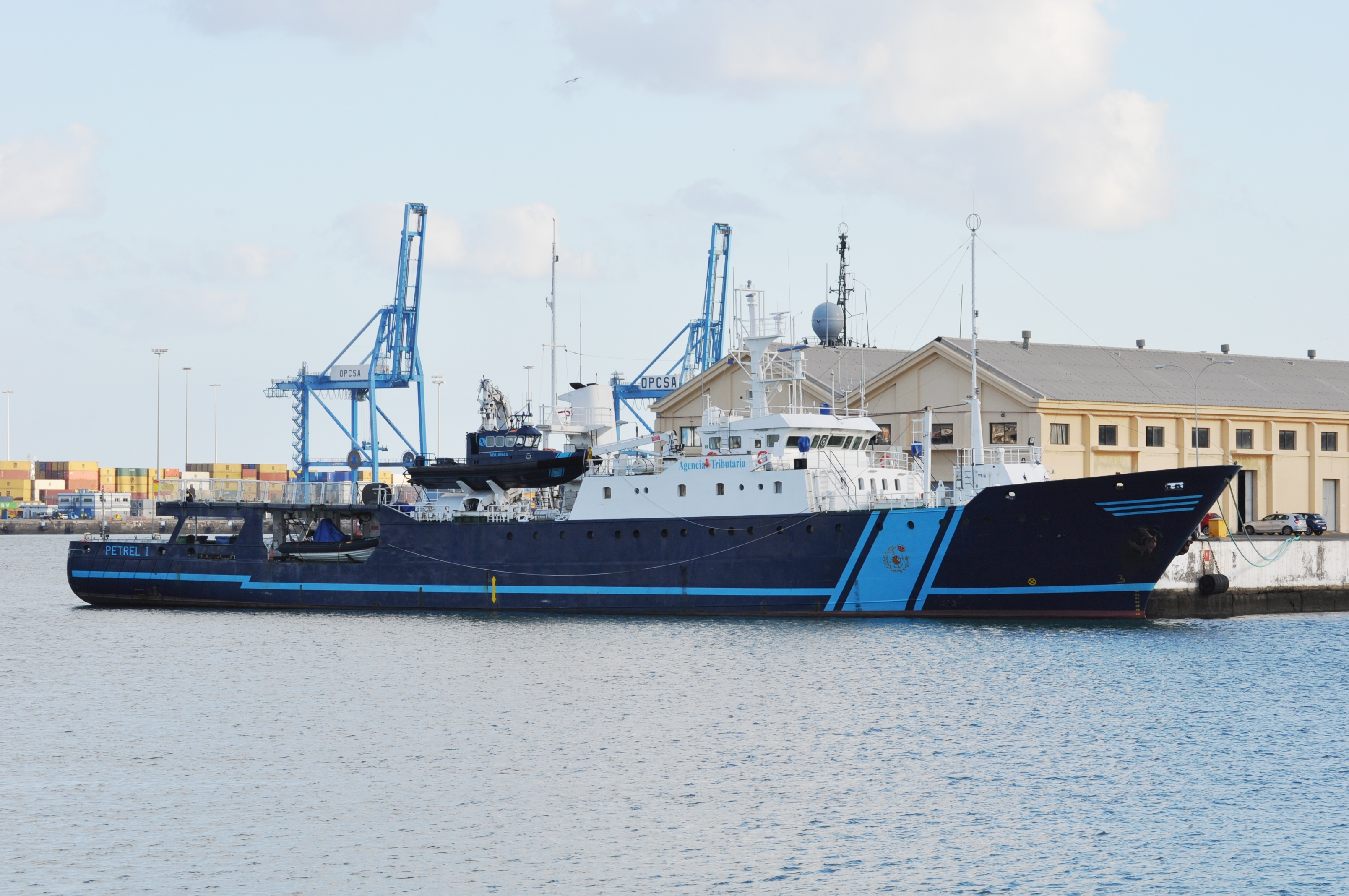
Buque de actuación oceánica Petrel I en el arsenal de Las Palmas de Gran Canaria
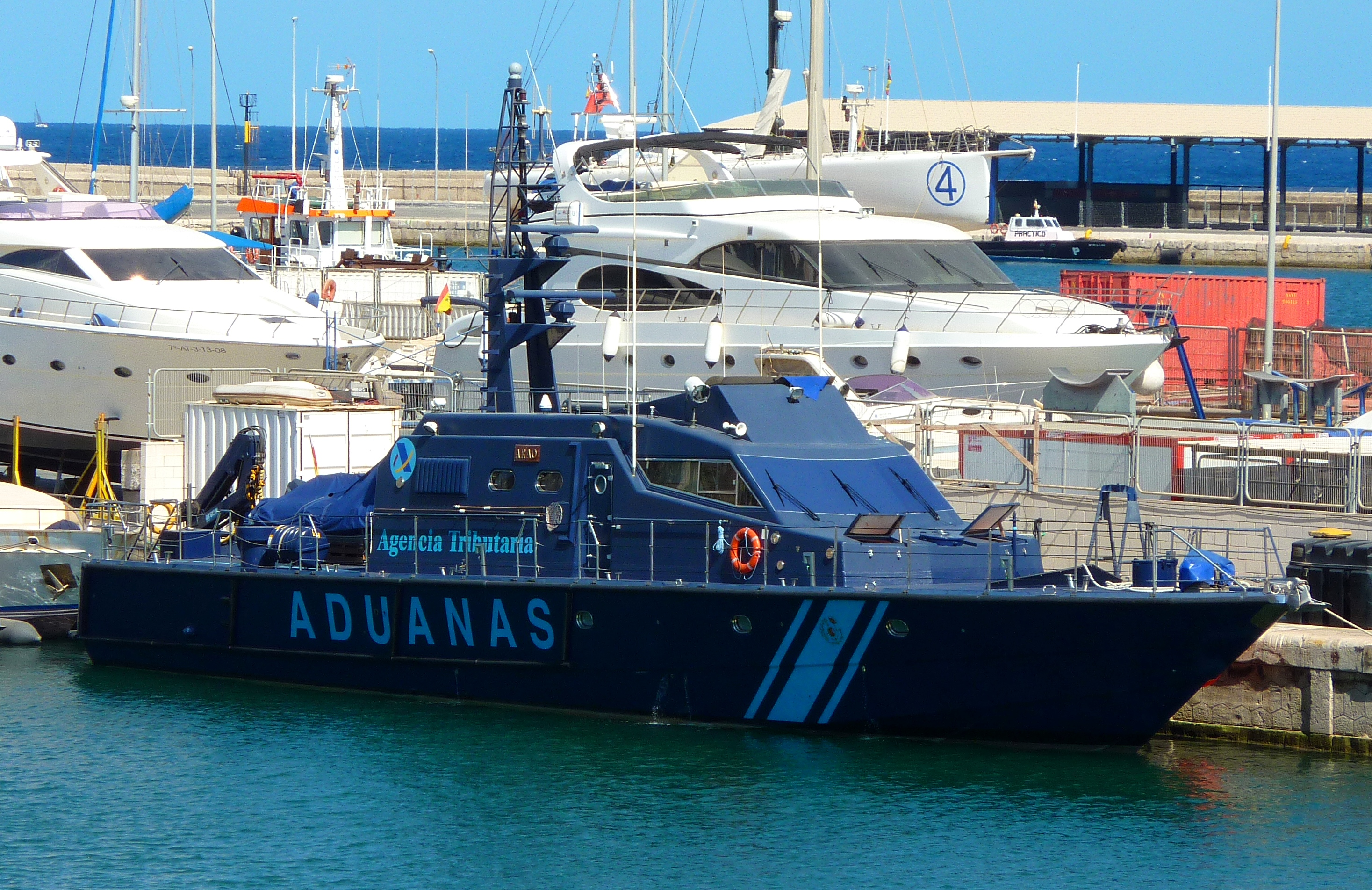
Patrullero clase Gerifalte (Rodman-101) Arao en el puerto de Alicante
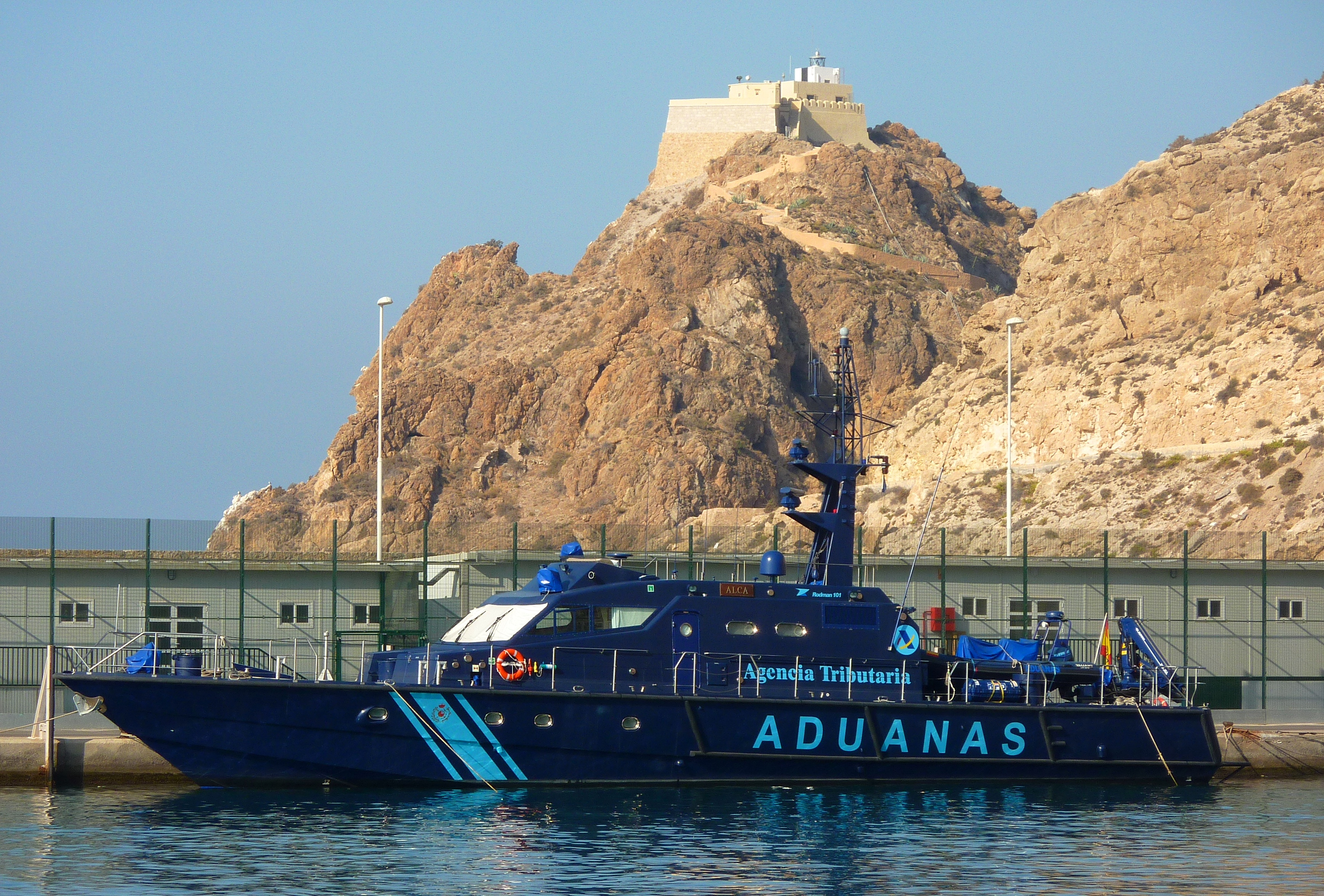
El Alca, también un Rodman-101-Gerifalte, en la base del SVA en el puerto de Almería
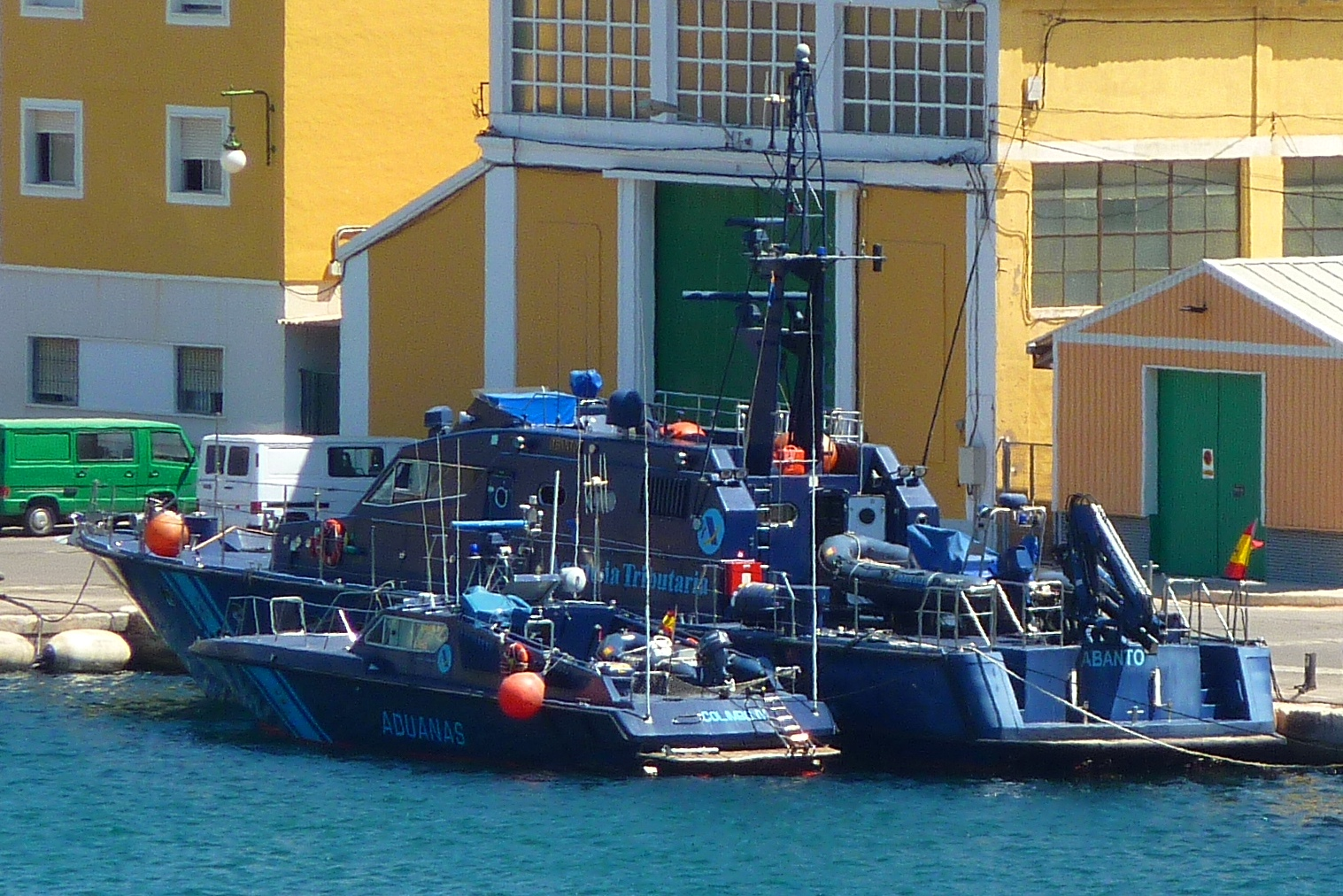
Los patrulleros clase Gerifalte (Rodman-101) Abanto y clase Cormorán (Rodman-55HJ) Colimbo IV abarloados en la Base Naval de Cartagena (Murcia)
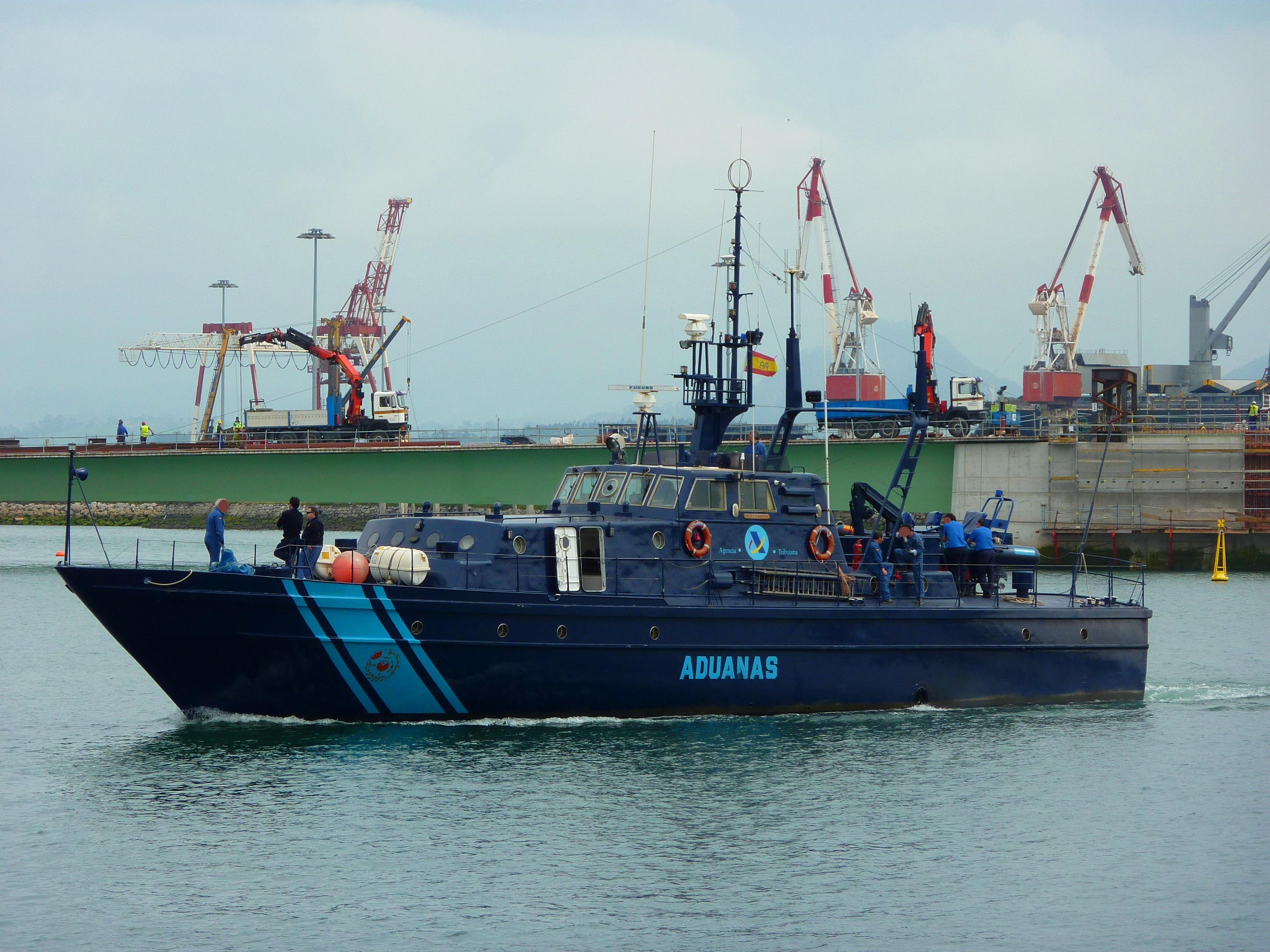
Patrullero Alcaraván-I entrando en el puerto de Santander
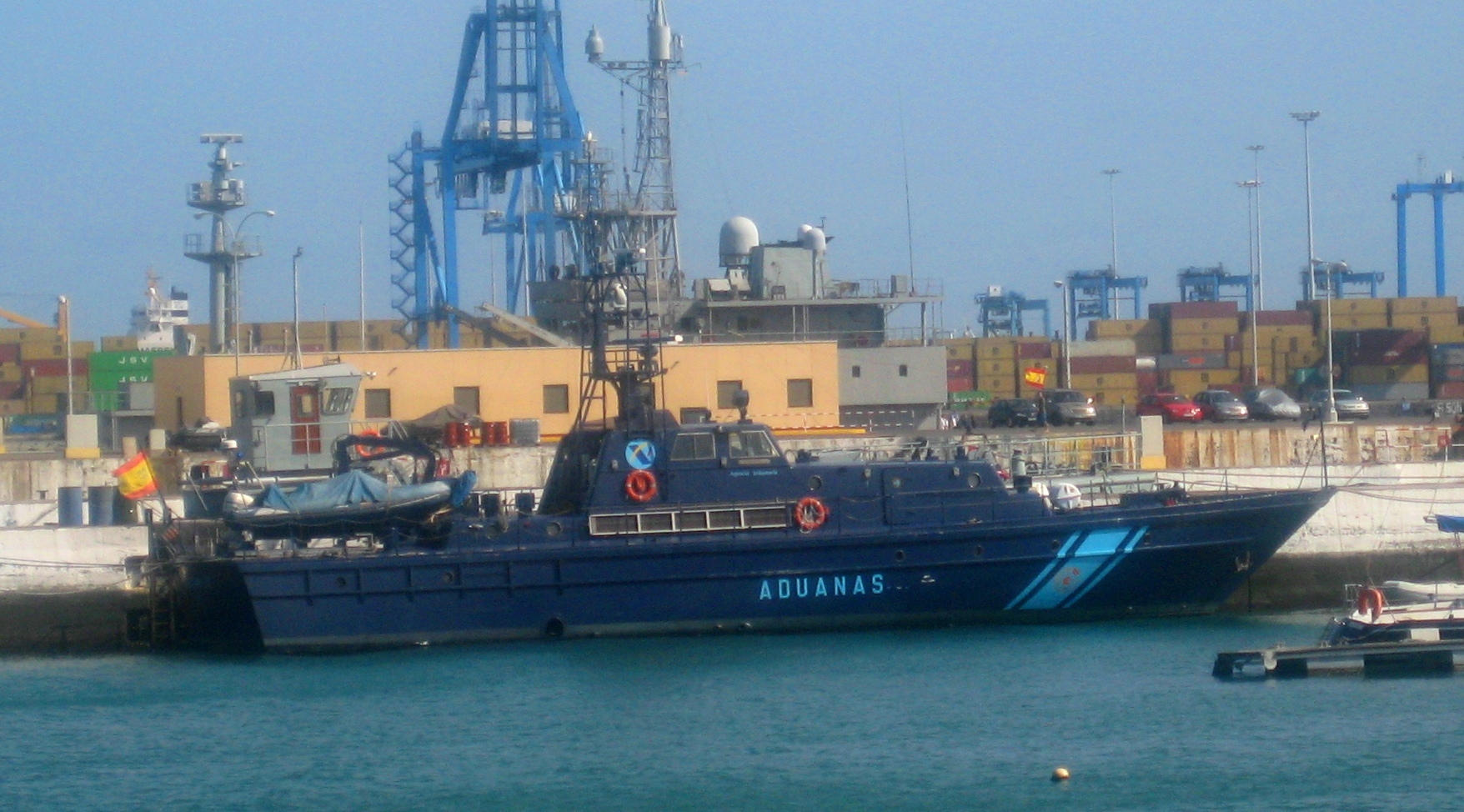
El Alcaraván-IV en Las Palmas de Gran Canaria
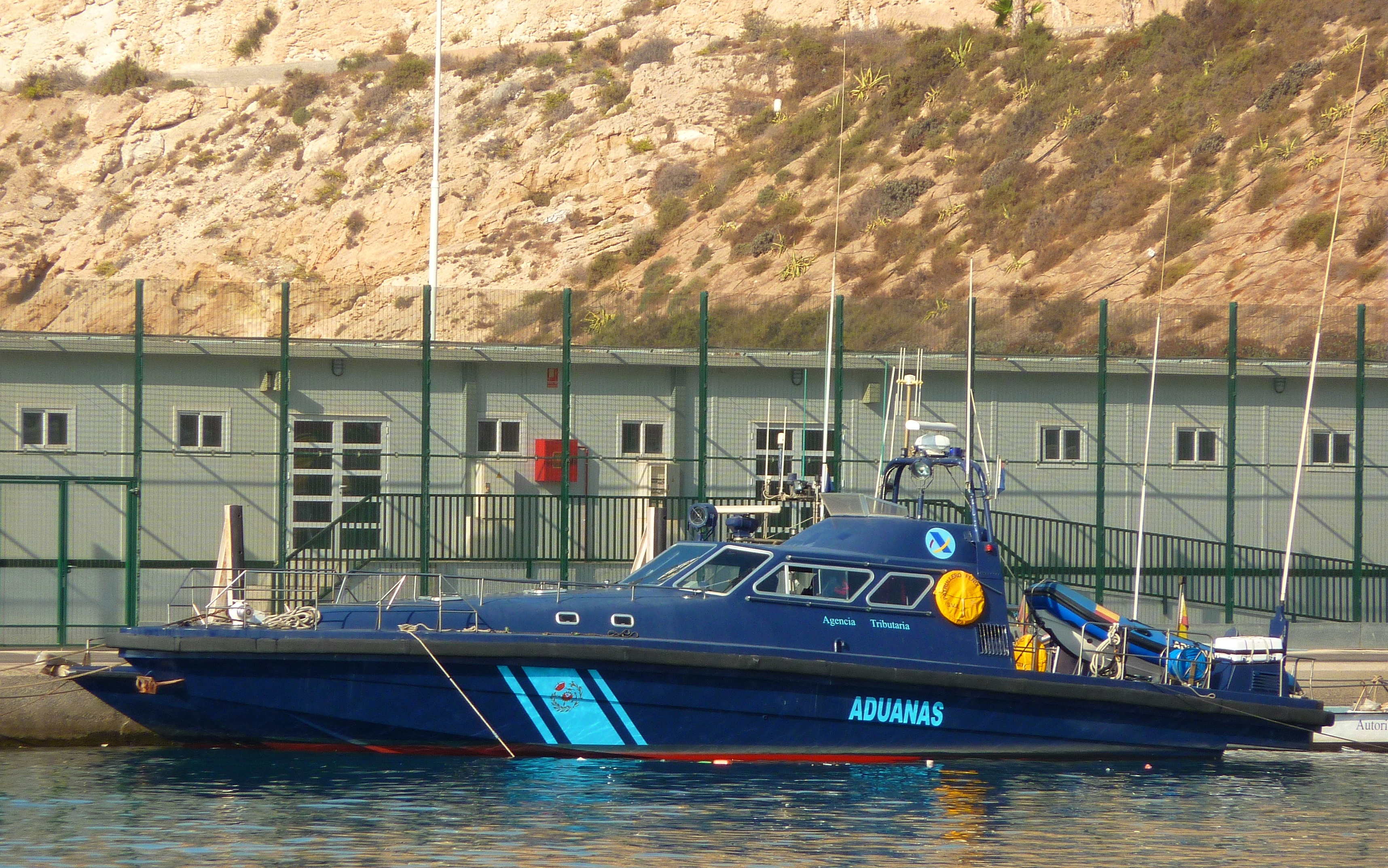
Patrullero clase Alcotán Fénix en su base del puerto de Almería
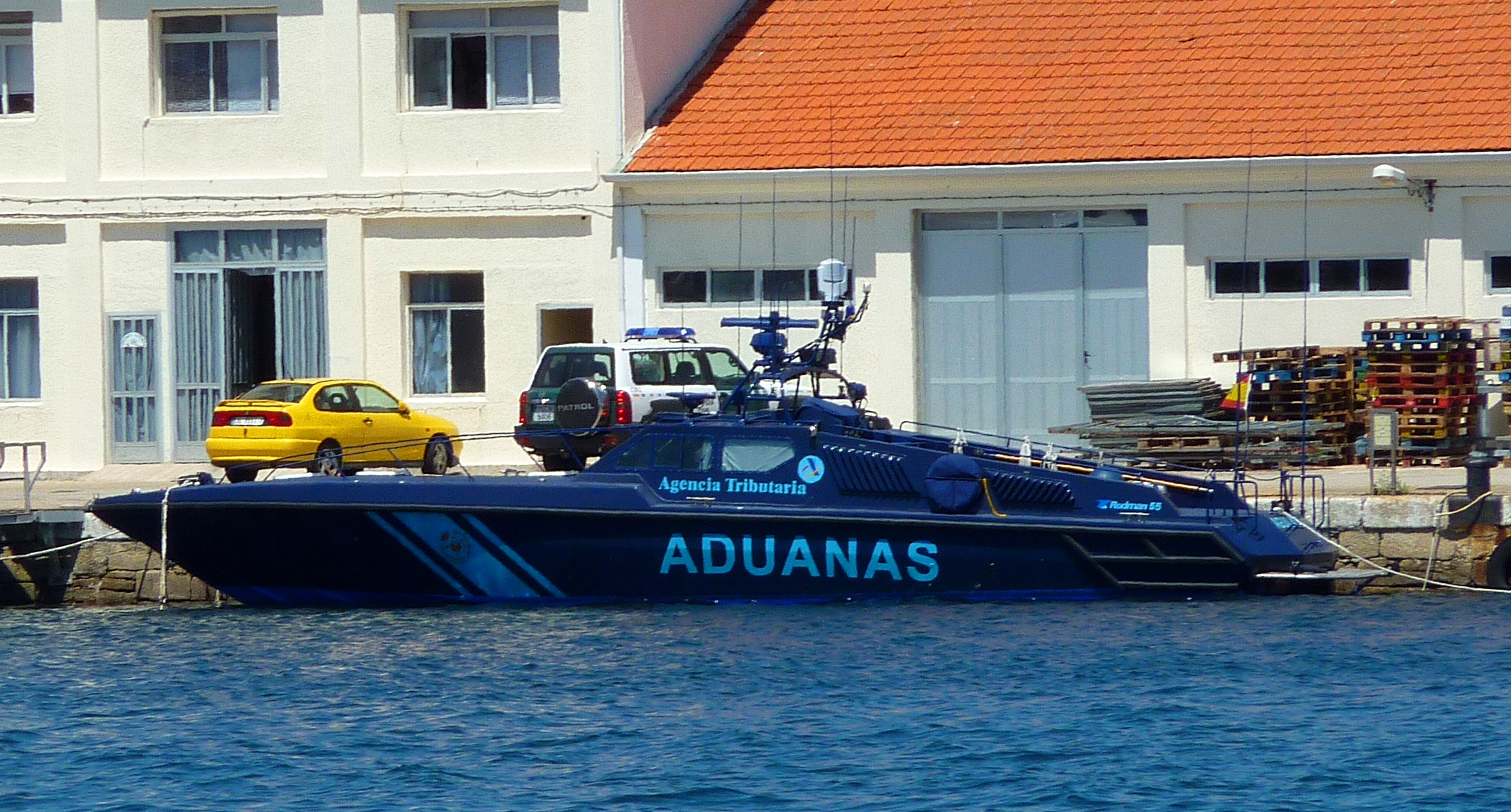
Patrullero de alta velocidad clase Cormorán (Rodman-55HJ) Águila-I en la Base Naval de Marín (Pontevedra)
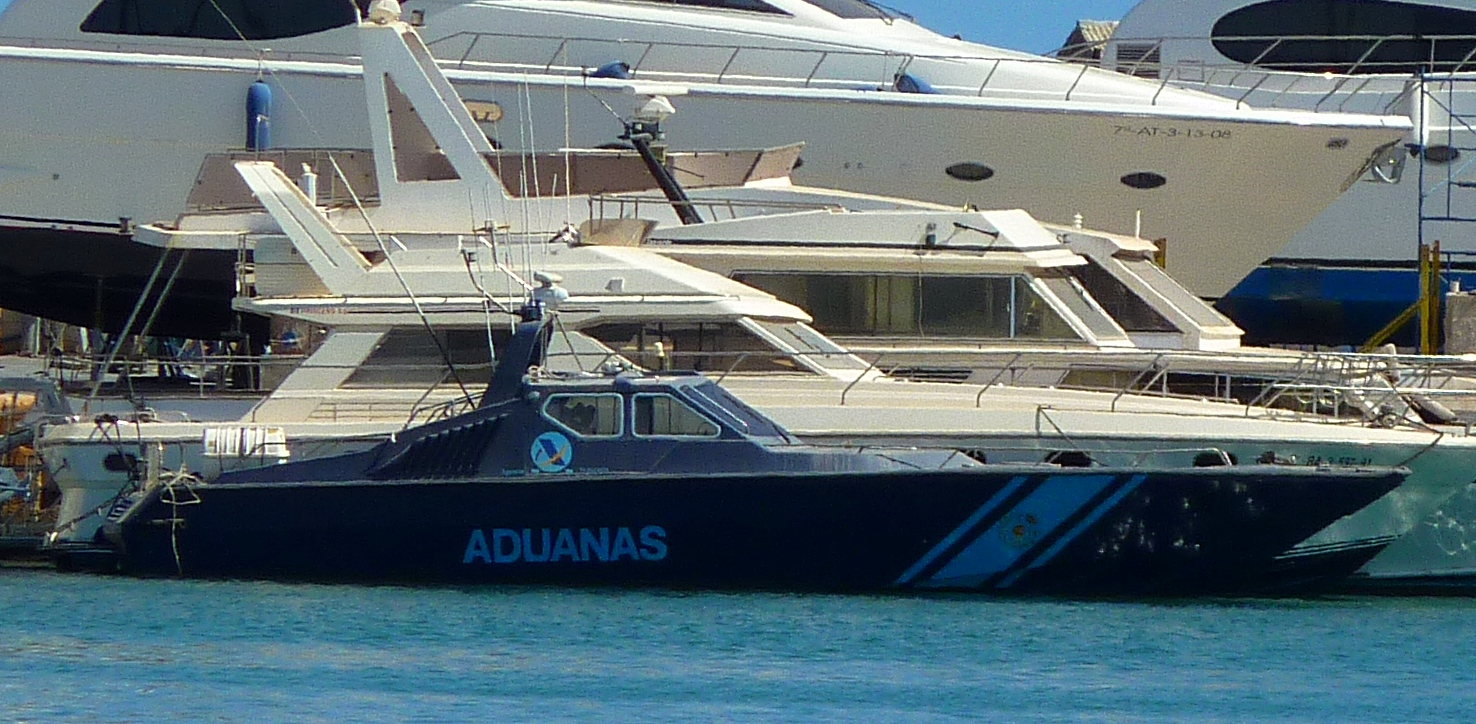
Patrullero clase HJ HJ-VII (Rodman-46

### Terrestres

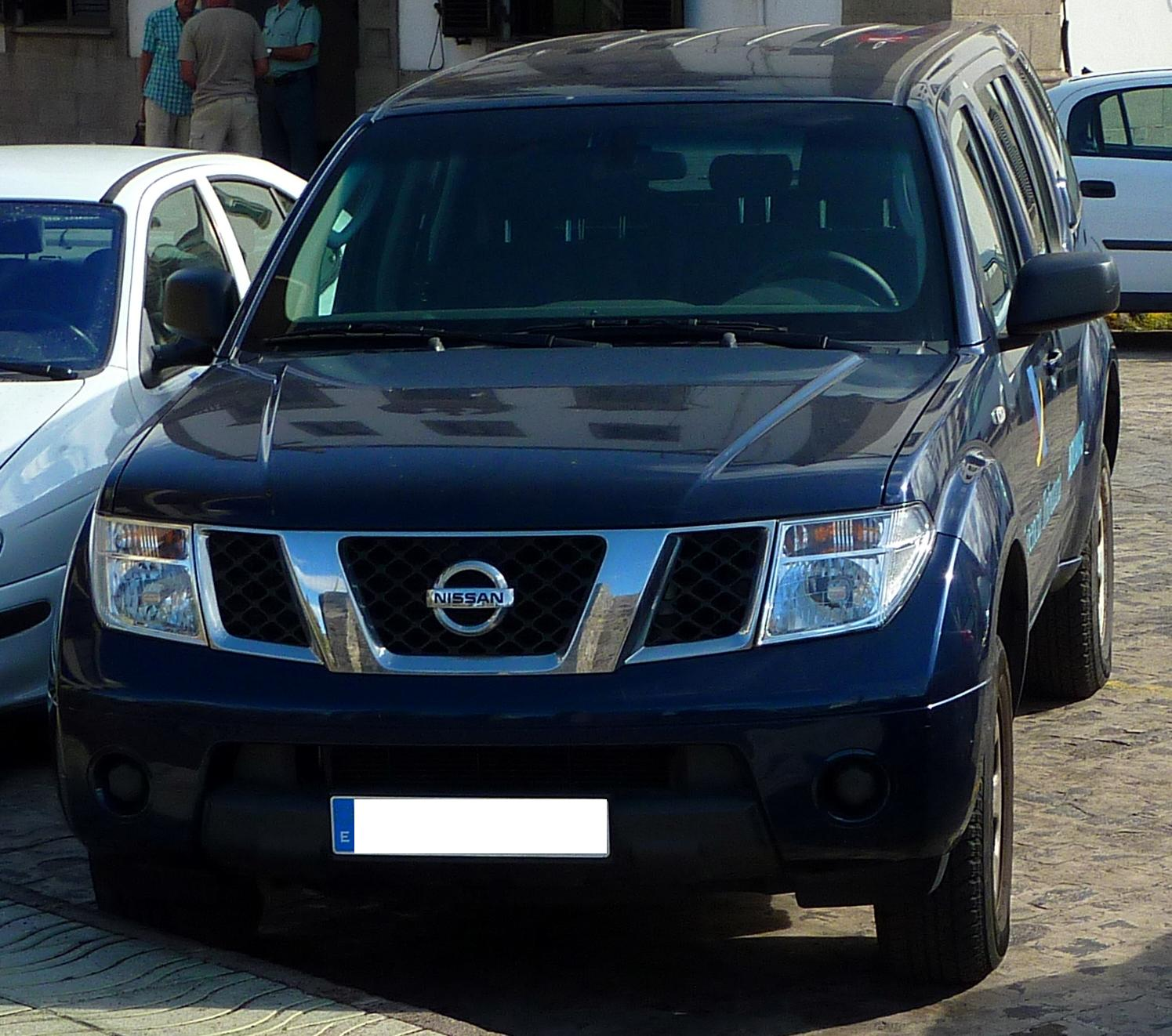
Nissan Pathfinder del SVA

El componente terrestre se dedica a la investigación y represión de los delitos de contrabando en todo el territorio nacional y sus pesquisas están relacionadas con el blanqueo de capitales, el narcotráfico, el crimen organizado o el fraude fiscal.
Sus integrantes no van uniformados, si bien disponen de chalecos identificativos y chubasqueros azules con la palabra ADUANAS y AGENCIA TRIBUTARIA para facilitar la identificación por parte de otros agentes en sus intervenciones. A partir de 2016, y siguiendo la instrucción de uniformidad del Director del Departamento de Aduanas e II. EE. se está haciendo entrega de uniformes al personal destinado en recintos aduaneros y Centros de Coordinación.
Entre el diverso material con que cuentan podemos encontrar equipos de interceptación telefónica, sistemas de seguimiento y localización de objetivos y demás equipos habituales entre las organizaciones de estas características.
Asimismo cuentan con escáneres móviles para la identificación de posibles mercancías de contrabando en los principales puertos utilizando camiones-escáner y furgonetas-escáner en los aeropuertos. Cabe destacar la adquisición de MEDUSA que permite detectar dobles fondos en otros vehículos realizando el escaneado en movimiento. 
A través de un acuerdo entre el Departamento de Aduanas e II. EE. de la AEAT y el Departamento de Energía de Estados Unidos, para la cooperación para la prevención de tráfico ilícito de materiales nucleares y radiactivos, se ha instalado en los puertos de Algeciras, Barcelona y Valencia el sistema megaport.
Su parque móvil está compuesto por vehículos camuflados en su mayoría, si bien, en puertos y aeropuertos, utilizan vehículos rotulados con la palabra ADUANAS y el emblema de Vigilancia Aduanera junto con el logotipo de la AEAT. En total cuenta con 519 vehículos (entre automóviles, furgonetas, motocicletas, camiones y todoterrenos).
Todos ellos van equipados con aparatos lanza destellos azules, al igual que los vehículos policiales en España, dadas las funciones que tienen encomendadas.

### Comunicaciones
Vigilancia Aduanera dispone de una red compuesta de por al menos siete centros de comunicaciones fijos y móviles, operativos las 24 horas. Esta red le permite realizar comunicaciones seguras y cifradas vía satélite.
Los medios de comunicaciones son muy amplios, usándose las redes telegráficas cifradas, las redes de telefax y el Servicio de Télex, además se emplea una amplísima red de radio en HF, VHF y UHF contando con siete centros de comunicaciones repartidos por toda el territorio nacional y multitud de repetidores de enlace, todas las comunicaciones son cifradas con equipos de alta tecnología.
La red de radio está compuesta por:
- Red Principal en HF-SSB contando estaciones fijas y móviles, para enlaces a media y larga distancia.
- Red de Emergencia paralela a la anterior y con el mismo número de estaciones.
- Red ARQ-TELEX que garantiza la confidencialidad de los mensajes.
- Red de UHF de ámbito nacional con el empleo de repetidores enlazados, todos los medios móviles cuentan con equipos para esta red.

El apartado se completa con el empleo de teléfonos móviles y por satélite de los cuales están dotados todos los patrulleros, usando los sistemas Iridium, MiniM, e Inmarsat A, B y C.
Actualmente se está instaurando un nuevo sistema de comunicaciones dotado por la empresa INDRA, que ofrecerá transmisión cifrada de voz (VoIP) y datos sobre red de telefonía móvil comercial, que se desplegará en un centro de control principal, 17 regionales y suministrará terminales a patrulleras, barcos auxiliares y vehículos.

### Personal
El Servicio de Vigilancia Aduanera cuenta aproximadamente con cerca de 1900 funcionarios, a los que hay que añadir los miembros de la Agencia Tributaria que colaboran con ellos en sus investigaciones.

## Armamento
Los funcionarios de Vigilancia Aduanera tienen licencia de armas tipo A (Fuerzas Armadas, Fuerzas y Cuerpos de Seguridad y Servicio de Vigilancia Aduanera) —Real Decreto 137/93 de 29 de enero, que aprueba el reglamento de armas— para portar armas de fuego en el ejercicio de sus funciones y armas para la defensa propia. Los funcionarios del SVA reciben instrucción por parte, tanto de militares de la Infantería de Marina, como de funcionarios del Cuerpo Nacional de Policía.

## Uniformidad

### Uniformidad marítima
- Uniforme de gala

En 2004 estaba en fase de estudio un nuevo uniforme de gala consistente en camisa blanca pantalón y guerrera azul marino, corbata negra y gorra de plato, entretanto sigue vigente el siguiente:
De invierno está formado por pantalón azul marino de franela, zapatos negros, calcetines negros, polo blanco de manga larga con escudo en pecho y hombreras para galones, pañuelo de cuello negro, chaqueta azul marino de franela con escudo y hombreras para galones, boina azul con escudo metálico y cinturón ancho blanco con hebilla dorada y escudo. El de verano es el mismo pero de tejido más fino y con el polo de manga corta.
- Uniforme de faena

Consta de pantalón azul marino multibolsillos con el logo Aduanas en pernera izquierda de tamaño largo o corto, camisa azul cobalto con logo Aduanas encima de la tetilla izquierda en versiones manga corta o larga, jersey azul marino de cuello redondo para invierno y de pico para verano, con hombreras para galones, escudo bordado en pecho y bandera nacional en manga derecha, zapatos náuticos y gorra tipo béisbol con el escudo del Servicio en hilo dorado, cinturón azul con hebilla dorada.
- Buzo de faena

El buzo de trabajo es un buzo multibolsillos, acolchado el de invierno y solo forrado el de verano, azul claro, con escudo en manga izquierda y bandera española en la derecha, con velcro para galón en pecho izquierdo, camiseta interior y pantalón interior en Lifa (tejido térmico) azul marino de la marca Hely-Hansen, gorro de lana con escudo azul marino, calcetines de Lifa, botas con suela náutica para invierno y zapatos náuticos para verano, cinturón azul con hebilla dorada y escudo del SVA con enganches para armas.
- Ropa impermeable

Está compuesta por un chaquetón y pantalón, realizados en cordura y Gore-Tex de triple capa, son prendas de gran calidad, el chaquetón de 3/4 es de color azul marino, lleva múltiples bolsillos, siendo posible el uso de un arnés en su interior, lleva cierres semiestancos, el pantalón, de peto, lleva el mismo esquema de color que el anterior, siendo del mismo material, ambos llevan escudo del Servicio y diferentes elementos reflectantes. Se complementa con un forro polar wind-stopper de la misma casa, el cual puede ser usado acoplado al chaquetón o independientemente.
- Neopreno

Neopreno utilizado por la dotación de presa de los BOE (buque de operaciones especiales) de dos piezas y 5 mm de grosor, con la palabra ADUANAS en la espalda.
- Accesorios
  - Cinturón para armas: se trata de un cinturón de cierre rápido, en color negro y con el escudo del Servicio en la hebilla, lleva funda para la pistola reglamentaria H&K del 9 parabellum y sus respectivos cargadores de respeto, así como linterna Mag-Lite, navaja de apertura rápida y grilletes, adicionalmente se le pueden añadir fundas para cargadores del subfusil H&K MP5.
  - Correaje para el subfusil: Hay dos tipos el que viene de dotación con el subfusil de color verde y uno especial táctico, de tejido cordura negro, que a modo de mochila nos cruza la espalda y mantiene el subfusil pegado al costado debajo de la axila, en la parte contraria lleva funda para dos cargadores de tipo rápido.
  - Chalecos antibalas: Existen actualmente dos modelos uno el de flotabilidad específico para los barcos y otro para poner debajo de la ropa, sin flotabilidad el primero está fabricado en Rusia y el segundo es de la casa Parafly.
  - Casco para abordajes: Se trata de un casco PRO-TEC ACE WAKE idéntico al que usan cuerpos de operaciones especiales de otros organismos como el ejército de los EE.UU. Es de color negro y lleva en su trasera el logotipo ADUANAS en blanco.
  - Luz estroboscópica y radiobaliza de localización: Para facilitar la localización de la dotación de presa en caso de "hombre al agua".

En algunas unidades se emplean las fundas muslera táctica para H&K.
Con fecha 10 de septiembre de 2014, se publica la Resolución de 10 de septiembre de 2014 del Departamento de Aduanas e Impuestos Especiales de la Agencia Estatal de Administración Tributaria, sobre uniforme e identificación del personal de Vigilancia Aduanera

### Uniformidad de investigación
En la resolución de Uniformidad de 10 de septiembre de 2014 del Departamento de Aduanas, se incluye uniformidad para personal destinado en Recintos Aduaneros, personal con destino en centros permanentes de operaciones (CECOP) y otros centros de coordinación de Vigilancia Aduanera o centros similares de otros organismos en los que presten sus servicios.
El resto de integrantes del Servicio Terrestre no tienen uniforme, si bien usan chalecos azul marino multi-bolsillos con escudos y logotipos, chalecos reflectantes con el logotipo Aduanas e impermeables con logotipo Aduanas en la espalda y chubasqueros largos azules, en cuya espalda llevan impresa la palabra "ADUANAS", inscripción que se oculta en un bolsillo disimulado y que queda a la vista en las actuaciones operativas.

### Identificación

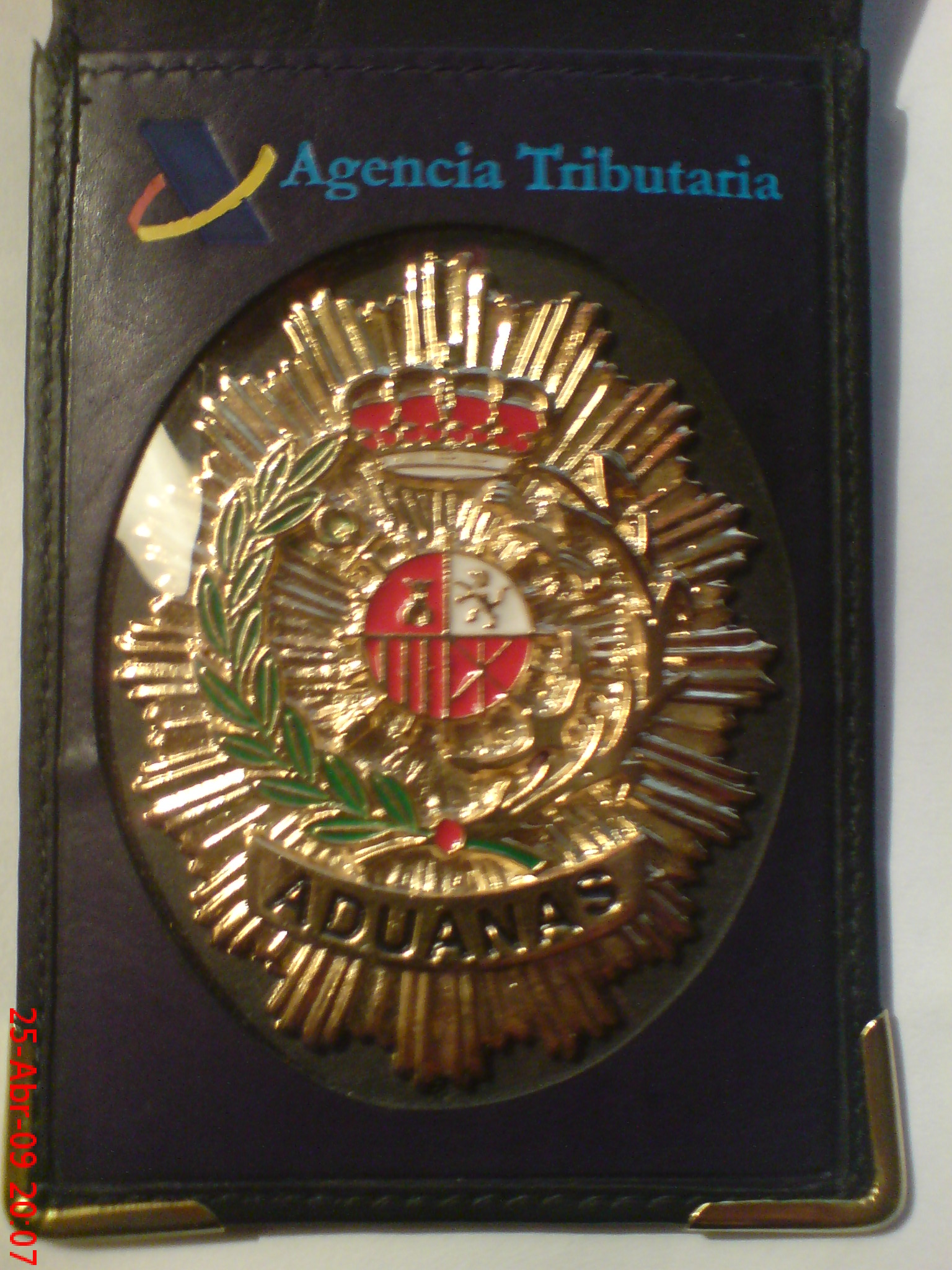
Identificación SVA

El modelo de tarjeta de identidad profesional así como la cartera portatarjeta de los funcionarios de Vigilancia Aduanera se establece mediante la RESOLUCIÓN de 18 de julio de 2008, de la Dirección General de la Agencia Estatal, de Administración Tributaria, por la que se establece el modelo de tarjeta de identidad profesional de los funcionarios de Vigilancia Aduanera
Legislación
- Ley Orgánica 12/1995, de 12 de diciembre, de Represión del Contrabando, modificada por Ley Orgánica 6/2011, de 30 de junio.
- Real Decreto 1649/1998, de 24 de julio, por la que se desarrolla el Título II de la Ley Orgánica 12/1995, de 12 de diciembre, de represión del contrabando, relativo a las infracciones administrativas de contrabando.
- Real Decreto 319/1982, de 12 de febrero, por el que se reestructura y adscribe directamente el Servicio de Vigilancia Aduanera.
- Consulta 2/1999, de 1 de febrero, sobre el Servicio de Vigilancia Aduanera como policía judicial.
- El Supremo habilita a Vigilancia Aduanera como policía judicial. La Voz de Galicia. 23-07-2004.